# لين إس. ريتشاردز
لين إس. ريتشاردز (بالإنجليزية: Lynn S. Richards)‏ هو محامي أمريكي، ولد في 3 فبراير 1901، وتوفي في 26 مايو 2001.